# Kąpity
Kąpity (niem. Kompitten) – kolonia w Polsce, położona w województwie warmińsko-mazurskim, w powiecie olsztyńskim, w gminie Olsztynek.
Wchodzi w skład sołectwa Samagowo. 
Do 2024 r. miejscowość była częścią wsi Samagowo. W latach 1975–1998 Kąpity należały administracyjnie do województwa olsztyńskiego.

## Historia
Kąpity, jako wieś,  wymieniane w dokumentach z 1410 r., przy wspominaniu o zniszczeniach w trakcie wojny polsko-krzyżackiej. W czasach krzyżackich Kąpity pojawiają się w dokumentach w roku 1411, podlegały pod komturię w Olsztynku, były to dobra rycerskie.
W 1939 r. w Kąpitach było 56 mieszkańców, a w 2005 r. mieszkało 20 osób.